# 女王 (日本)
女王是日本皇室女性中一種封位、稱號。奈良時代起將親王之女設封位女王，地位次於內親王，相對於男性的王，相當於中國明清時期的「郡主」，或之前的「縣主」。此封位並非與生俱來，要經過天皇敕封，稱為女王宣下，否則只能稱為王女。得到女王封位後，同時被加封食邑、莊園及領地等。
在鎌倉時代的源賴朝創立鎌倉幕府後，使得皇室地位低落，一些庶出的皇女無法得到內親王的封位，只封為次一級的女王。
在明治以前，天皇直系六代以內的女性才被視為皇族，可受封為「女王」，但明治以後再無此限制。根據皇室典範，此稱號通常授予天皇直系（而不包括旁系）三代之外的女性。凡受封為「女王」者，成年時會得到天皇授予寶冠牡丹章（2003年瑤子女王成年時則由天皇明仁授予寶冠牡丹章）。
现今上皇明仁的親族中，目前有三人封為女王：寬仁親王之女彬子女王、瑤子女王；高圓宮憲仁親王之女承子女王。而高圆宫典子女王、絢子女王则已降嫁失去女王身份。诸位女王都是作為大正天皇直系三代之外的女性皇族而受封。